# Halictus
Halictus és un gènere d'himenòpters apòcrits de la família Halictidae. Està subdividit en 15 subgèneres amb més de 300 espècies, especialment de l'Hemisferi Nord (unes poques espècies es poden trobar a Sud-amèrica i a Àfrica).
La majoria són foscos o negres, alguns tenen lluentor metàl·lica verd. En l'abdomen tenen bandes blanques a la regió apical (cap al final) dels segments. El gènere Lasioglossum té algunes espècies d'aspecte similar però es distingeixen perquè les bandes abdominals blanques són basals (prop del tòrax) i no apicals.